# Théo Herckenrath
Pour les articles homonymes, voir Theo.
Théo Herckenrath est un coureur cycliste belge, né le 22 juillet 1911 à Bruxelles et mort le 20 mars 1973 à Hoogstraten. Il est professionnel de 1933 à 1937.

## Palmarès
- 1932
  -  Champion de Belgique sur route militaires
- 1933
  - 3e du championnat de Belgique sur route indépendants
- 1934
  - Liège-Bastogne-Liège
  - Paris-Lille
  - 10e de Paris-Nice

## Résultats sur le Tour de France
1 participation
- 1934 : 26e